# Rackträsk
Rackträsk är en sjö i Arjeplogs kommun i Lappland och ingår i Skellefteälvens huvudavrinningsområde. Sjön har en area på 1,88 kvadratkilometer och ligger 432 meter över havet. Sjön avvattnas av vattendraget Rackträskbäcken.

## Delavrinningsområde
Rackträsk ingår i det delavrinningsområde (732529-160181) som SMHI kallar för Utloppet av Rackträsk. Medelhöjden är 460 meter över havet och ytan är 22,76 kvadratkilometer. Det finns inga avrinningsområden uppströms utan avrinningsområdet är högsta punkten. Rackträskbäcken som avvattnar avrinningsområdet har biflödesordning 2, vilket innebär att vattnet flödar genom totalt 2 vattendrag innan det når havet efter 277 kilometer. Avrinningsområdet består mestadels av skog (84 procent). Avrinningsområdet har 1,88 kvadratkilometer vattenytor vilket ger det en sjöprocent på 8,3 procent.